# Herrn Filip Collins Abenteuer
Herrn Filip Collins Abenteuer er en tysk stumfilm fra 1925 instrueret af Johannes Guter.

## Medvirkende
- Georg Alexander som Filip Collin
- Ossi Oswalda som Daisy Cuffler
- Elisabeth Pinajeff som Alice Walters
- Adolf E. Licho som Cuffler
- Alexander Murski som John Walters
- Erich Kaiser-Titz som Austin Bateson
- Paul Biensfeldt som Austins Bruder